# Rick Barry
Richard Francis Dennis Barry III, detto Rick (Elizabeth, 28 marzo 1944), è un ex cestista e allenatore di pallacanestro statunitense, professionista nell'NBA e nell'ABA.

## Carriera

### Gli inizi
Si iscrisse all'università di Miami dove giocò per tre anni con la strabiliante media di 37,5 punti a partita. Venne scelto nel Draft NBA 1965 dai San Francisco Warriors come seconda scelta assoluta. Divenne immediatamente rookie dell'anno con numeri incredibili, ovvero 25,7 punti e 10,6 rimbalzi a partita: il 14 dicembre 1965 mette a segno 57 punti, il terzo migliore risultato realizzativi di sempre di un Rookie dietro solo a Wilt Chamberlain.
Il secondo anno interruppe la striscia di sette campionati consecutivi in cui Wilt Chamberlain era stato capocannoniere della lega, segnando 35,6 punti di media e guidando i Warriors in finale dove però persero per 4-2 dai Philadelphia 76ers.

### L'ABA
L'anno dopo Barry diede uno shock all'intera NBA accettando la ricca offerta proveniente dagli Oakland Oaks della concorrente lega della ABA, a seguito di divergenze con i dirigenti dei San Francisco Warriors per bonus non corrisposti.
Rick Barry firmo' un contratto con gli Oakland Oaks, il cui presidente era Pat Boone, per un compenso annuale di 75.000 $, oltre al 15% di quote degli Oaks e oltre al 5% dei ricavi dei biglietti venduti eccedenti i 600.000 $.
Il contratto con i Warriors però, come tutti i contratti NBA aveva una clausola che dava il diritto ad un ulteriore anno di contratto nel caso in cui la squadra avesse voluto esercitarla, e un intervento del tribunale costrinse Barry a restare fermo un anno senza poter giocare in ABA.
Nel 1969 esordì nell'ABA, ma un infortunio al ginocchio gli fece disputare solo 35 partite, ma anche senza di lui in campo la squadra allenata da Alex Hannum e guidata in campo da Warren Jabali riuscì a vincere il titolo ABA, diventando la prima squadra della costa Ovest a vincere un campionato nella storia del basket professionistico.
L'anno dopo seguì la franchigia a Washington, ma dopo essersi qualificata per i playoff verrà eliminata dai Denver Rockets in 7 partite nonostante i 40,15 punti di media a partita di Barry nella serie, e la sua prova da 52 punti in gara 7 che resta ancora oggi la più grande prestazione realizzativa di sempre in una gara 7 di playoff di tutto il basket professionistico americano.
Successivamente venne scambiato, anche perché non voleva giocare in Virginia dopo che la squadra venne ancora trasferita, e arrivò a New York per giocare nei New York Nets: durante la prima stagione vennero eliminati ai playoff dai Virginia Squires dopo 6 partite in cui mise a segno 33.7 punti di media a partita nella serie, e in gara 5 mise a segno 8 tiri da tre punti, record ABA fino a quel momento, mentre nella seconda ai playoff eliminarono al primo turno la miglior squadra della regular season i Kentucky Colonels di Artis Gilmore e Dan Issel in 6 gare, nella finale di Eastern Division i Virginia Squires di Julius Erving in 7 gare per poi arrendersi in finale in 6 partite contro gli Indiana Pacers di Mel Daniels, Roger Brown e George McGinnis.
Al termine della stagione un giudice della Corte Distrettuale degli Stati Uniti emise un'ingiuzione che proibiva a Rick Barry di giocare per qualsiasi altra squadra diversa dai Golden State Warriors alla scadenza del suo contratto con i Nets.

### Il ritorno
Finalmente nel 1972 tornò nell'NBA, sempre nei Warriors.
Il 29 Ottobre 1974 contro i Buffalo Braves con 30 punti, 10 rimbalzi, 11 assist, 9 palle rubate sfiora una Quadrupla doppia, impresa allora riuscita solo dieci giorni prima a Nate Thurmond e ad oggi solo ad altri 3 giocatori, e solo Alvin Robertson è riuscito a farla con le palle rubate e non con le stoppate (dalla stagione 1973-1974 in poi l'NBA ha iniziato a tenere conto anche di queste ultime due statistiche).
Nel 1975 i Warriors non erano tra i favoriti nei play-off ma dopo aver eliminato i Seattle SuperSonics e i Chicago Bulls arrivarono in finale contro i Washington Bullets che vennero schiantati per 4-0; Barry segnò 36 punti in gara due e 38 in gara tre. Venne quindi nominato MVP della finale. Giocò nei Warriors fino al 1979 per poi passare negli Houston Rockets dove giocò due anni sottotono.
Fece registrare il record di sempre con 60 tiri liberi realizzati consecutivamente in un periodo che va dal 22 Ottobre 1976 al 16 Novembre 1976, record quattro anni dopo superato da Calvin Murphy.
Nella sua ultima stagione prima di ritirarsi, il 6 Febbraio 1980 mettendo 7 tiri da tre punti fece registrare il record NBA in una singola partita (durante la prima stagione in cui il tiro da tre era stato introdotto in NBA); il 9 Febbraio 1980 migliorò il suo record mettendo a segno 8 tiri da tre punti, pareggiando il suo record messo a segno in ABA il 9 Aprile 1971 nei playoff con i New York Nets.
Rick Barry è stato uno dei soli quattro giocatori ad aver vinto almeno un titolo NBA e un titolo ABA (come Julius Erving, Bill Melchionni e Tom Thacker).
I Golden State Warriors hanno ritiraro la sua maglia numero 24.

## Tecnica
Barry passò alla storia per il suo famoso modo di tirare i tiri liberi, ovvero a due mani partendo dal basso, che gli valse in carriera una fantastica percentuale del 94,7% nel periodo di militanza a Houston e un generale 89% in carriera. Barry si fece conoscere nell'ambiente per il suo carattere ritenuto da tutti antipatico e arrogante, sempre pronto a litigare con avversari e arbitri. In carriera è stato nominato nel primo quintetto NBA per cinque volte e primo quintetto ABA per quattro volte. Dal 1986 è stato inserito nella Hall of Fame e nel 1997 è stato inserito fra i migliori 50 giocatori di tutti i tempi NBA.

## Eredità
Cinque figli di Barry hanno giocato a basket ad alti livelli, pur non eguagliando il talento del padre.
- Scooter ha vinto il titolo NCAA a Kansas, giocando poi 20 anni tra CBA e Europa.
- Jon ha giocato per 14 stagioni nella NBA, sfruttando il suo ottimo tiro dalla lunga distanza per diventare un buon comprimario.
- Brent ha avuto una carriera degna di nota nella NBA, vincendo anche due titoli con i San Antonio Spurs.
- Drew ha fatto qualche comparsata nella NBA, giocando 60 partite. In seguito ha fatto qualche apparizione anche in Italia e in Australia.
- Canyon ha giocato in Europa e nella NBA G League.

## Statistiche
| † | Denota una stagione in cui ha vinto il titolo ABA |
| † | Denota una stagione in cui ha vinto il titolo NBA |
| * | Primo nella lega                                  |
| * | Record                                            |

### NCAA
| Anno      | Squadra          | PG | PT | MP | TC%  | 3P% | TL%  | RP   | AP | PRP | SP | PP   |
| --------- | ---------------- | -- | -- | -- | ---- | --- | ---- | ---- | -- | --- | -- | ---- |
| 1962-1963 | Miami Hurricanes | 24 | -  | -  | 47,5 | -   | 82,9 | 14,6 | -  | -   | -  | 19,0 |
| 1963-1964 | Miami Hurricanes | 27 | -  | -  | 54,9 | -   | 84,3 | 16,6 | -  | -   | -  | 32,2 |
| 1964-1965 | Miami Hurricanes | 26 | -  | -  | 52,2 | -   | 85,9 | 18,3 | -  | -   | -  | 37,4 |
| Carriera  | Carriera         | 77 | -  | -  | 52,2 | -   | 84,7 | 16,5 | -  | -   | -  | 29,8 |

### NBA-ABA

#### Regular Season
| Anno            | Squadra               | PG    | PT | MP    | TC%  | 3P%  | TL%   | RP   | AP  | PRP  | SP  | PP    |
| --------------- | --------------------- | ----- | -- | ----- | ---- | ---- | ----- | ---- | --- | ---- | --- | ----- |
| 1965-1966       | S.F. Warriors         | 80*   | -  | 37,4  | 43,9 | -    | 86,2  | 10,6 | 2,2 | -    | -   | 25,7  |
| 1966-1967       | S.F. Warriors (NBA)   | 78    | -  | 40,7  | 45,1 | -    | 88,4  | 9,2  | 3,6 | -    | -   | 35,6* |
| 1968-1969       | Oakland Oaks (ABA)    | 35    | -  | 38,9  | 51,1 | 30,0 | 88,8* | 9,4  | 3,9 | -    | -   | 34,0* |
| 1969-1970       | Washington Caps (ABA) | 52    | -  | 35,6  | 49,9 | 20,5 | 86,4  | 7,0  | 3,4 | -    | -   | 27,7  |
| 1970-1971       | N.Y. Nets (ABA)       | 59    | -  | 42,4  | 46,9 | 22,1 | 89,0  | 6,8  | 5,0 | -    | -   | 29,4  |
| 1971-1972       | N.Y. Nets (ABA)       | 80    | -  | 45,2* | 45,8 | 30,8 | 87,8  | 7,5  | 4,1 | -    | -   | 31,5  |
| 1972-1973       | G.S. Warriors (NBA)   | 82*   | -  | 37,5  | 45,2 | -    | 90,2* | 8,9  | 4,9 | -    | -   | 22,3  |
| 1973-1974       | G.S. Warriors         | 80    | -  | 36,5  | 45,6 | -    | 89,9  | 6,8  | 6,1 | 2,1  | 0,5 | 25,1  |
| 1974-1975†      | G.S. Warriors         | 80    | -  | 40,4  | 46,4 | -    | 90,4* | 5,7  | 6,2 | 2,9* | 0,4 | 30,6  |
| 1975-1976       | G.S. Warriors         | 81    | -  | 38,5  | 43,5 | -    | 92,3* | 6,1  | 6,1 | 2,5  | 0,3 | 21,0  |
| 1976-1977       | G.S. Warriors         | 79    | -  | 36,8  | 44,0 | -    | 91,6  | 5,3  | 6,0 | 2,2  | 0,7 | 21,8  |
| 1977-1978       | G.S. Warriors         | 82    | -  | 36,9  | 45,1 | -    | 92,4* | 5,5  | 5,4 | 1,9  | 0,5 | 23,1  |
| 1978-1979       | Houston Rockets       | 80    | -  | 32,1  | 46,1 | -    | 94,7* | 3,5  | 6,3 | 1,2  | 0,5 | 13,5  |
| 1979-1980       | Houston Rockets       | 72    | -  | 25,2  | 42,2 | 33,0 | 93,5* | 3,3  | 3,7 | 1,1  | 0,4 | 12,0  |
| Carriera NBA    | Carriera NBA          | 794   | -  | 36,3  | 44,9 |      | 90,0  | 6,5  | 5,1 | 2,0  | 0,5 | 23,2  |
| Carriera ABA    | Carriera ABA          | 226   | -  | 41,3  | 47,7 | 27,7 | 88,0* | 7,5  | 4,1 |      |     | 30,5  |
| Carriera Totale | Carriera Totale       | 1.020 | -  | 37,4  | 45,6 | 29,7 | 89,3  | 6,7  | 4,9 | 2,0  | 0,5 | 24,8  |
| All-Star        | All-Star              | 7     | 6  | 27,9  | 48,6 | -    | 83,3  | 4,1  | 4,4 | 3,2  | 0,2 | 18,3  |

#### Massimi in carriera
Regular Season
- Massimo di punti in NBA: 64 vs Portland Trail Blazers (26 marzo 1974)
- Massimo di punti in ABA: 55 vs Denver Rockets (1º marzo 1970)
- Massimo di rimbalzi in NBA: 25 vs San Francisco Warriors (20 dicembre 1965)
- Massimo di rimbalzi in ABA: 17 vs New Orleans Buccaneers (29 ottobre 1968)
- Massimo di assist in NBA: 19 vs Chicago Bulls (30 novembre 1976)
- Massimo di assist in ABA: 9 vs Carolina Cougars (31 gennaio 1971)
- Massimo di palle rubate in NBA: 9 vs Buffalo Braves (29 ottobre 1974)*
- Massimo di stoppate in NBA: 4 vs New Jersey Nets (31 gennaio 1978)*

(* statistiche registrate solo dalla stagione NBA 1973-1974)

#### Play-off
| Anno            | Squadra               | PG  | PT | MP    | TC%  | 3P%   | TL%   | RP   | AP  | PRP | SP  | PP    |
| --------------- | --------------------- | --- | -- | ----- | ---- | ----- | ----- | ---- | --- | --- | --- | ----- |
| 1967            | S.F. Warriors (NBA)   | 15* | -  | 40,9  | 40,3 | -     | 80,9  | 7,5  | 3,9 | -   | -   | 34,7* |
| 1969†           | Oakland Oaks (ABA)    | -   | -  | -     | -    | -     | -     | -    | -   | -   | -   | -     |
| 1970            | Washington Caps (ABA) | 7   | -  | 43,1  | 53,2 | 33,3  | 91,2  | 10,0 | 3,3 | -   | -   | 40,1* |
| 1971            | N.Y. Nets (ABA)       | 6   | -  | 47,8* | 51,9 | 51,9* | 81,4  | 11,7 | 4,0 | -   | -   | 33,7* |
| 1972            | N.Y. Nets (ABA)       | 18  | -  | 41,6  | 47,3 | 37,7  | 85,6  | 6,5  | 3,8 | -   | -   | 30,8  |
| 1973            | G.S. Warriors (NBA)   | 11  | -  | 26,5  | 39,6 | -     | 90,9  | 4,9  | 2,2 | -   | -   | 16,4  |
| 1975†           | G.S. Warriors         | 17* | -  | 42,7  | 44,4 | -     | 91,8  | 5,5  | 6,1 | 2,9 | 0,9 | 28,2  |
| 1976            | G.S. Warriors         | 13  | -  | 40,9  | 43,6 | -     | 88,2  | 6,5  | 6,5 | 2,9 | 1,1 | 24,0  |
| 1977            | G.S. Warriors         | 10  | -  | 41,5  | 46,6 | -     | 90,9  | 5,9  | 4,7 | 1,7 | 0,7 | 28,4  |
| 1979            | Houston Rockets       | 2   | -  | 32,5  | 32,0 | -     | 100,0 | 4,0  | 4,5 | 0,0 | 1,0 | 12,0  |
| 1980            | Houston Rockets       | 6   | -  | 13,2  | 36,4 | 25,0  | 100,0 | 1,0  | 2,5 | 0,2 | 0,2 | 5,5   |
| Carriera NBA    | Carriera NBA          | 74  | -  | 36,8  | 42,6 |       | 87,5  | 5,6  | 4,6 | 2,2 | 0,8 | 24,8  |
| Carriera ABA    | Carriera ABA          | 31  | -  | 43,2* | 49,7 | 41,2  | 86,1  | 8,3  | 3,7 |     |     | 33,5* |
| Carriera Totale | Carriera Totale       | 105 | -  | 38,7  | 44,8 | 39,4  | 87,0  | 6,4  | 4,3 | 2,2 | 0,8 | 27,3  |

#### Massimi in carriera
Play-off
- Massimo di punti in NBA: 55 vs Philadelphia 76ers (18 aprile 1967)
- Massimo di punti in ABA: 52 vs Denver Rockets (28 aprile 1970)
- Massimo di rimbalzi in NBA: 12 vs Philadelphia 76ers (18 aprile 1967)
- Massimo di rimbalzi in ABA: 17 vs Virginia Squires (10 aprile 1971)
- Massimo di assist in NBA: 14 vs Detroit Pistons (20 aprile 1976)
- Massimo di assist in ABA: 9 vs Indiana Pacers (15 maggio 1972)
- Massimo di palle rubate in NBA: 8 vs Seattle SuperSonics (14 aprile 1975)*
- Massimo di stoppate in NBA: 3 (2 volte)*

(* statistiche registrate solo dalla stagione NBA 1973-1974)

## Palmarès
- Campionato ABA: 1

Oakland Oaks: 1969
- Campionato NBA: 1

Golden State Warriors: 1975
- NBA Finals MVP: 1

1975
- NBA Rookie of the Year Award: 1965-1966
- NBA All-Rookie First Team (1965-1966)
- All-ABA Team: 4

First Team: 1969, 1970, 1971, 1972
- All-NBA Team: 6

First Team: 1966, 1967, 1974, 1975, 1976
Second Team: 1973
- ABA All-Star Game: 4

1969, 1970, 1971, 1972
- NBA All-Star Game: 8

1966, 1967, 1973, 1974, 1975, 1976, 1977, 1978
- NBA All-Star Game Most Valuable Player Award: (1967)
- Migliore marcatore della stagione NBA: (1966-1967)
- Migliore marcatore della stagione ABA: (1968-1969)
- 2 volte migliore marcatore della stagione ABA nei Playoff: (1970), (1971)
- Maggior numero di punti realizzati in stagione nei Playoff ABA: (1972)
- Maggior numero di palle rubate in NBA nella stagione: (1974-1975)
- Più alta percentuale di tiri liberi realizzati nell'ABA nella stagione: (1968-1969)
- Maggior numero di tiri liberi segnati in stagione ABA: (1971-1972)
- 6 volte miglior tiratore di liberi NBA (1972-1973, 1974-1975, 1975-1976, 1977-1978, 1978-1979, 1979-1980)
- Miglior marcatore di sempre nelle NBA Finals (36.3 punti a partita)
- Maggior numero di punti a partita realizzati nella storia ABA in una singola stagione ai Playoff: (40,1 punti a partita) (1970)
- Secondo migliore marcatore di sempre per punti a partita ABA in regular season (30.5 punti a partita)
- Miglior marcatore di sempre ABA nei playoff (33.5 punti a partita)
- L'unico giocatore della storia ad aver vinto il titolo di miglior marcatore in NCAA, NBA e ABA:

Miglior marcatore stagione NCAA 1964-1965 (37.4 punti a partita - 973 punti in stagione)
Miglior marcatore stagione NBA 1966/1967 (35.6 punti a partita - 2775 punti in stagione)
Miglior marcatore stagione ABA 1968/1969 (34.0 punti a partita - 1190 punti in stagione)
- Detiene il record della più lunga serie di partite consecutive nella storia dei playoff NBA con più di 30 punti segnati a partita (dal 12 Aprile 1967 al 6 Aprile 1971) (17 partite)
- Terzo per numero di punti a partita realizzati da un giocatore nella storia fra ABA e NBA in una singola stagione ai Playoff: (40,1 punti a partita) (1970)
- Ventinovesimo miglior marcatore di sempre sommando ABA e NBA
- Trentaduesimo miglior marcatore di sempre ABA
- Settantatreesimo miglior marcatore di sempre NBA
- Diciottesimo miglior marcatore di sempre per numero di punti segnati nei Playoff ABA (35° sommando ABA e NBA)
- Ventesimo per numero di tiri liberi realizzati nella storia dell'ABA (32° sommando NBA e ABA)
- Cinquantasettesimo per numero di assist di sempre ABA
- Dodicesimo migliore giocatore di sempre per palle rubate a partita NBA in regular season (1,99 palle rubate a partita)
- Più alta percentuale di tiri liberi realizzati della storia nell'ABA: (0.880)
- Più alta percentuale di tiri liberi realizzati della storia nell'NBA al momento del ritiro (1980): (0.900) (4° attualmente dietro a Steph Curry, Steve Nash e Mark Price)
- Secondo migliore giocatore di sempre in ABA per percentuale al tiro da tre punti nei Playoff (.412)
- Più alta percentuale nel tiro da 3 punti nei Playoff ABA: (1971)
- In carriera ha realizzato 40 o più punti in 115 partite in regular season: 70 volte in NBA e 45 volte in ABA (4° di sempre dietro a Wilt Chamberlain, Michael Jordan e Kobe Bryant)
- In carriera ha realizzato 40 o più punti in 17 partite di playoff: 8 volte in NBA e 9 volte in ABA (4° di sempre dietro a Michael Jordan, Lebron James e Jerry West)
- In carriera ha realizzato 50 o più punti in 22 partite: 15 volte in NBA (14 in regular season e 1 ai playoff) e 7 volte in ABA (5 in regular season e 2 ai playoff)
- 2° miglior prestazione di sempre per numero di punti realizzati in una singola gara delle NBA Finals:

55 punti in gara 3 contro i Philadelphia 76ers il 18 aprile 1967 (a pari merito con Michael Jordan nel 1993)
- Giocatore ad aver segnato il maggior numero di punti di sempre in una gara 7 di playoff (record fra ABA e NBA)

52 punti in gara 7 contro i Denver Rockets il 28 Aprile 1970 (ABA)
- Inserito nei 50 migliori giocatori del cinquantenario della NBA
- Inserito nel NBA 75th Anniversary Team
- Inserito nell'Naismith Memorial Basketball Hall of Fame
- ABA All-Time Team